# Újtelek
Újtelek este un sat în districtul Kalocsa, județul Bács-Kiskun, Ungaria, având o populație de 382 de locuitori (2011). 

## Demografie
Componența etnică a satului Újtelek
     Maghiari (98,46%)
     Români (1,54%)
Componența confesională a satului Újtelek
     Romano-catolici (57,59%)
     Reformați (4,71%)
     Fără religie (3,93%)
     Necunoscută (33,77%)
Conform recensământului din 2011, satul Újtelek avea 382 de locuitori. Din punct de vedere etnic, majoritatea locuitorilor (98,46%) erau maghiari, cu o minoritate de români (1,54%).  Din punct de vedere confesional, majoritatea locuitorilor (57,59%) erau romano-catolici, existând și minorități de reformați (4,71%) și persoane fără religie (3,93%). Pentru 33,77% din locuitori nu este cunoscută apartenența confesională.